# Tập đoàn Dabaco Việt Nam
Công ty Cổ phần Tập đoàn Dabaco Việt Nam (DABACO) là một tập đoàn hoạt động đa ngành nghề, trong đó, lĩnh vực chính là sản xuất thức ăn chăn nuôi, giống gia súc, giống gia cầm và chế biến thực phẩm. Đây là một doanh nghiệp từng được nhà nước Việt Nam trao tặng danh hiệu Anh hùng Lao động và Huân chương Lao động hạng Nhất.

## Lịch sử
- Năm 1996, công ty được thành lập với tên gọi là Công ty Nông sản Hà Bắc trên cơ sở đổi tên Công ty dâu tằm tơ Hà Bắc theo Quyết định 27/UB ngày 29/3/1996 của Chủ tịch ủy ban nhân dân tỉnh Hà Bắc.
- Năm 1997, công ty được đổi tên thành Công ty Nông sản Bắc Ninh (do tách tỉnh Hà Bắc thành Bắc Ninh và Bắc Giang)
- Ngày 26/3/2011, đổi tên thành Công ty Cổ phần Tập đoàn Dabaco Việt Nam.
- Năm 2012, khánh thành Trung tâm thương mại Dabaco Nguyễn Cao

## Hoạt động kinh doanh
Dabaco là một trong những thương hiệu xuất hiện sớm nhất trên thị trường thức ăn chăn nuôi tại Việt Nam và là một trong 10 doanh nghiệp sản xuất thức ăn chăn nuôi lớn nhất cả nước.
Năm 2012, doanh thu của công ty đạt 5.538 tỷ đồng (chưa gồm DT tiêu thụ nội bộ), tăng 36,84% so với thực hiện năm 2011; lợi nhuận sau thuế đạt: 249,7 tỷ đồng. Đến năm 2013, Công ty đã có tổng tài sản 3.500 tỷ đồng, vốn điều lệ 627 tỷ đồng, 30 nhà máy, công ty trách nhiệm hữu hạn một thành viên, đơn vị trực thuộc và trên 5.000 lao động.
Công ty đã nghiên cứu thành công mô hình chuồng trại nuôi gà thả vườn theo hướng an toàn dịch bệnh, phát triển bền vững, hiện đang phát huy hiệu quả rất tích cực với người chăn nuôi trong nước.
Hiên nay công ty có hệ thống bán lẻ Lý Thái Tổ, Nguyễn Cao ở thành phố Bắc Ninh, Lạc Vệ ở huyện Tiên Du (Bắc Ninh) và hai nhà hàng ở thành phố Bắc Ninh. Công ty thực hiện dự án xây dựng cơ sở hạ tầng KCN Quế Võ II; dự án Nhà máy chế biến thực phẩm Dabaco; Nhà máy sơ chế nguyên liệu Dabaco Tây Bắc; Nhà máy chế biến bột cá Duyên hải miền Trung

## Thành tích
- 2002: Huân chương Lao động hạng Ba
- 2007: Huân chương Lao động hạng Nhì
- 2004: Anh hùng Lao động thời kỳ đổi mới (đơn vị)
- 2008: Anh hùng Lao động thời kỳ đổi mới (Chủ tịch HĐQT kiêm TGĐ Nguyễn Như So)
- 2012: Huân chương Lao động hạng Nhất